# Crouse Spur
Der Crouse Spur ist ein teilweise verschneiter und bis zu rund 1000 m hoher Felssporn im westantarktischen Queen Elizabeth Land. Auf der Ostseite Forrestal Range in den Pensacola Mountains ragt er 5 km südlich der Kester Peaks auf.
Der United States Geological Survey kartierte ihn anhand eigener Vermessungen und Luftaufnahmen der United States Navy aus den Jahren von 1956 bis 1966. Das Advisory Committee on Antarctic Names benannte ihn 1968 nach Carl L. Crouse, Konstrukteur auf der Ellsworth-Station im antarktischen Winter 1957.